# Josef Strzygowski
Josef Strzygowski (Bielsko-Biała, 1862. március 7. – Bécs, 1941. január 2.) osztrák művészettörténész. Sokat foglalkozott módszertani kérdésekkel (Die Krisis der Geisteswissenschaften, 1922). 

## Életpályája
A bécsi egyetem tanára volt. Részben saját kutatóútjainak alapján, sokat foglalkozott a Közel-Kelet művészetének feltárásával. A nyugati művészetek fejlődésében is mindenütt részben a Kelet hatását, részben az északi kultúra szerepét kereste. Egyes elméletei heves vitákat váltottak ki.

## Főbb művei
- Orient oder Rom? (1901), (online)
- Kleinasien, ein Neuland der Kunstgeschichte (1903)
- Die bildende Kunst des Ostens (1916)
- Altai-Iran und Völkerwanderung (1917)
- Die Baukunst der Armenier und, Europa (1918), (első és második kötet az Archive-on)
- Ursprung der christlichen Kirchenkunst (1927)
- Die alt-slavische Kunst (1929)
- Asiens bildende Kunst (1930)

## Forrás
- Uj Idők Lexikona 21-22. Pozdorja – Szikes (Budapest, 1941) 5529. old.